# Les 5 Gentlemen
Les 5 Gentlemen est un groupe de rock français, originaire de Marseille, dans les Bouches-du-Rhône. Formé en 1964, le groupe obtient du succès en 1966 avec le single Dis-nous Dylan (1966), qui leur permet d'enregistrer deux singles en Italie et en Angleterre sous le nom de Darwin's Theory. Après 5 EP, le groupe se sépare en 1968.

## Biographie
Le groupe est formé en 1964 sous le nom Les Ambitieux. Les membres sont originaires de Corse et installés à Marseille, dans les Bouches-du-Rhône. La formation était composée de Jean Fredenucci (chant, basse), Claude Olmos (guitare solo, chœurs), François Paoli (guitare, chœurs), Guy Matteoni (claviers) et Michel Donat (batterie). À l'origine, le groupe était un groupe de reprises qui tournait dans les facs de médecine, pharmacie et dentaire de la région marseillaise,. Hormis Michel Donnat, poissonnier de métier, ils étaient tous « enfants de la bourgeoisie locale et pour la plus [sic] part en médecine ». Gérard Perrier, guitariste des Messengers, leur présente Claude Olmos qui intègre donc le groupe en 1965.
Après un concours de jeunes talents rock à Rennes, ils viennent enregistrer leur premier EP sur Paris en 1965. Dès lors, sous le nom des Ambitieux, ils publient un EP, intitulé Danse, danse encore, cette même année. Par la suite, ils changent de nom pour devenir Les 5 Gentlemen, et sortent, entre 1966 et 1967, quatre autres EP. Ils obtiennent un modeste succès commercial avec le single Dis-nous Dylan (1966), qui les conduit jusqu'en Italie et en Angleterre, où ils enregistrent deux singles sous le nom de Darwin's Theory. Entretemps, ils reprennent le nom des 5 Gentlemen lorsqu'ils accompagnent Peter Holm sur son EP Monia. Après 5 EP, le groupe se sépare en 1968.
En 2002 sort la compilation L'Intégrale 1965/1968, qui comprend l'ensemble des EP sortis sous le nom des 5 Gentlemen, ainsi que celui sous le nom des Ambitieux, et des versions (inédites en France) en italien et anglais.

## Discographie

### EP
- 1965 : Danse, danse encore (Clive Westlake, Franck Gérald, Kenny Lynch, Mort Shuman) / Ces mots (Fredenucci) / Dis-moi (Fredenucci) / C'est pas vrai (Gilles Thibaut-Larry Greco), (Columbia-EMI) (sous le nom Les Ambitieux)
- 1966 : Cara-Lin (Fredenucci-Goldstein) / Trop tard (Fredenucci) / Oublie-moi (Fredenucci) / Cette fille-là (Fredenucci) (Riviera)
- 1966 : Dis-nous Dylan (Fredenucci) / Si tu reviens chez moi (Fredenucci) / Hosanna (Matteoni-Fredenucci) / Prie ! (Michel Donat - Fredenucci) (Riviera)
- 1966 : Qu'as-tu Katioucha ? (Fredenucci) /LSD 25 ou Les métamorphoses de Margaret Steinway (Fredenucci) / Je te veux (Fredenucci) / Olivier (Fredenucci) (Riviera)
- 1967 : Oum tse oum papa (Fredenucci) / Longue, longue nuit d'amour (Fredenucci) / Anna (Fredenucci) / Cent millions d'années avant Jésus-Christ (Fredenucci) (Riviera)
- 1967 : Twiggy (Fredenucci)  / Mets du sucre dans ton café (Fredenucci) / Cinéma muet (Fredenucci) / La fabrique de savon (Fredenucci) (Riviera)

### Compilation
- 2002 : L'Intégrale 1965/1968